# Delia sphaerobasis
Delia sphaerobasis är en tvåvingeart som beskrevs av Fan och Qian 1984. Delia sphaerobasis ingår i släktet Delia och familjen blomsterflugor. Inga underarter finns listade i Catalogue of Life.